# Scopula dubernardi
Scopula dubernardi là một loài bướm đêm trong họ Geometridae.